# Torsten Unger

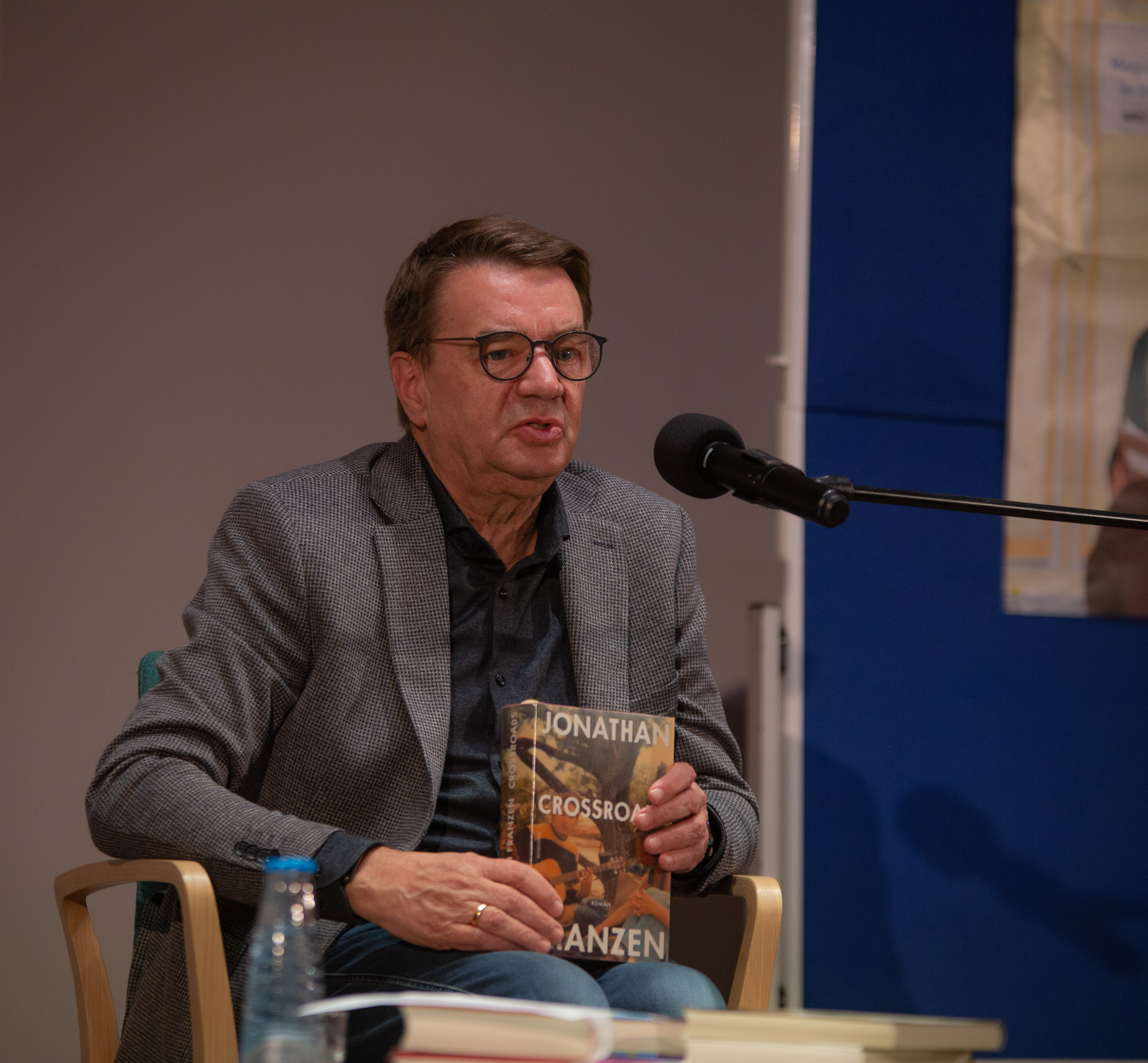
Torsten Unger in der Stadtbibliothek Nordhausen, 2022

Torsten Unger (* 27. Oktober 1956 in Erfurt) ist ein deutscher Germanist, Journalist, Moderator und Autor.

## Leben und Wirken
Torsten Unger wurde 1956 in Erfurt geboren, verbrachte seine ersten Lebensjahre im sachsen-anhaltischen Quedlinburg. Von 1978 bis 1983 studierte er Germanistik an der Karl-Marx-Universität in Leipzig, anschließend absolvierte er bis 1986 ein Forschungsstudium, welches er 1987 mit seiner Promotion Stilistische Untersuchung künstlerischer Reiseliteratur der DDR zum Dr. phil. abschloss.
Von 1986 bis 1991 war er Redakteur beim  Sender Weimar, der ab Juli 1990 als »Thüringer Rundfunk« fortgeführt wurde. Seit 1992 ist Torsten Unger Redakteur beim Mitteldeutschen Rundfunk in Erfurt, wo er als Moderator (1992–2012) und Redakteur (ab 2012) der Kultursendung Marlene wirkt und auch das Format Kulturnacht betreut. Im Kulturstadtjahr Weimar 1999 leitete er das MDR-Kulturstadt-Studio in Weimar. Torsten Unger ist vor allem durch seine wöchentliche Buchvorstellungen und Rezensionen bei MDR Thüringen – Das Radio in der Rubrik Ungers Bücher bekannt und war der Redakteur der MDR-Fernsehsendung Fröhlich lesen. Seit 2017 ist er Mitglied der Jury für den Thüringer Literaturpreis. Im Rahmen der Veranstaltungen der Erfurter Herbstlese moderiert er seit 2018 die Reihe Neu aufgeblättert.
Im Sommer 2022 wechselte Torsten Unger in den Ruhestand und den Status eines freien Autors. Er ist verheiratet, hat zwei Kinder und lebt mit seiner Familie in Erfurt.

## Bücher
- Vom Kofferstudio zum Mediencenter: die Geschichte des Rundfunks in Thüringen 1925–2000, Hg.: Steffen Lieberwirth, Kamprad Altenburg 2002, ISBN 978-3-930550-22-7
- Das Medienzentrum für Radio und Fernsehen aus Thüringen. Ein Streifzug durch die Geschichte des MDR Landesfunkhauses in Erfurt, zusammen mit Angelika Gummelt, MDR 2009
- Fürstenknecht und Idiotenreptil – Goethes Kritiker, Sutton Erfurt 2012, ISBN 978-3-95400-103-3
- Freiheitsschwabe und Moraltrompeter – Schillers Kritiker, Sutton Erfurt 2013, ISBN 978-3-95400-300-6
- Thomas Mann in Weimar, Morio Verlag, Heidelberg 2015. ISBN 978-3-945424-11-7
- Johann Wolfgang von Goethe in Erfurt, Morio Verlag, Heidelberg 2016, ISBN 978-3-945424-44-5
- Auf den Spuren von Faust – Besichtigung von 13 historischen und 27 literarischen Orten, Weimarer Verlagsgesellschaft 2017, ISBN 978-3-7374-0252-1
- Gefunden. Meine Thüringer Autoren, Akademische Verlagsbuchhandlung Friedrich Mauke, Jena 2021, ISBN 978-3-948259-04-4
- Gefunden II, Meine Thüringer Autoren, Akademische Verlagsbuchhandlung Friedrich Mauke, Jena 2022, ISBN 978-3-948259-09-9